# 10,000 Days (Saga)
10,000 Days è un album del gruppo musicale rock canadese Saga, pubblicato il 19 ottobre 2007 dall'etichetta discografica Inside Out / Audioglobe.

## Tracce
CD (Inside Out 0079642IOM / EAN 0693723796420)
1. Lifeline
2. Book of Lies
3. Sideways
4. Can't You See Me Now?
5. Corkentellis
6. More Than I Deserve
7. Sound Advice
8. 10,000 Days
9. It Never Ends